# Portret damy w czarnej sukni (obraz)
Portret damy w czarnej sukni – obraz Teodora Axentowicza, namalowany w 1906 roku, eksponowany w Galerii Rogalińskiej w Rogalinie koło Poznania.